# Maurice Luguet
Pour les articles homonymes, voir Luguet.
Maurice Luguet est un acteur  et directeur de théâtre français, né le 8 août 1857 à Paris et mort le 5 novembre 1934 dans la même ville. Il a notamment dirigé le théâtre de l'Alhambra à Bruxelles.

## Biographie

### Jeunesse et études
Maurice Allioux-Luguet appartient à une dynastie d'acteurs qui se sont illustrés à Paris depuis le début du XIXe siècle. Fils de Jean-Barthélémy Cyrano Alliouz-Luguet dit Henri Luguet (1821-1888), il est le petit-fils de Michel-François Alliouz-Luguet dit Michel Luguet (1787-1852), acteur français, et de Thérèse-Joséphine-Sextidi Bénéfand (1794-1862), danseuse et sœur de Jeanne-Françoise-Catherine Bénéfand dite Mademoiselle Malaga (1786-1852). 

### Vie privée
Maurice Luguet épouse la comédienne Albertine Augustine Lainé (1865-1901), pensionnaire de la Comédie-Française, avec lequel il a un fils, André (1892-1979), également acteur.

## Filmographie partielle
- 1908 : La Fille du contrebandier de Georges Le Faure
- 1909 : Le Flibustier
- 1909 : L'Othello de la plage de Daniel Riche
- 1910 : La Libératrice de Georges Monca
- 1910 : Le Piège à loups de Victorin Jasset
- 1910 : Le Gamin de Paris de Victorin Jasset
- 1910 : La Grève des forgerons de Georges Monca
- 1910 : Fra Diavolo d'Albert Capellani
- 1910 : Le Joueur de cornemuse de Charles Torquet
- 1911 : Le Spoliateur (ou L'Autre ou Un drame en wagon) d'Albert Capellani
- 1911 : La Femme du saltimbanque de Georges Denola
- 1911 : L'Illusion des yeux (ou L'Illusion) de Georges Denola
- 1911 : Le Courrier de Lyon ou L'Attaque de la malle-poste d'[Albert Capellani
- 1911 : Pour les beaux yeux de la voisine de Georges Denola
- 1911 : L'Une pour l'autre (ou Sœurs de lait) de Georges Denola
- 1911 : L'Envieuse (ou Le Vol) d'Albert Capellani
- 1911 : Le Pot de confitures de Georges Denola
- 1911 : Un monsieur qui a un tic d'Albert Capellani
- 1911 : Le Pain des petits oiseaux d'Albert Capellani
- 1911 : L'Inespérée Conquête de Georges Monca
- 1911 : Deux Filles d'Espagne (ou Deux jeunes filles se ressemblent) d'Albert Capellani
- 1911 : Le Feu au couvent de Gaston Benoît et Georges Monca
- 1911 : L'oiseau s'envole d'Albert Capellani
- 1911 : Le Remords du juge de Georges Denola
- 1911 : La Dépêche interrompue de Joseph Faivre
- 1911 : Souris d'hôtel de Georges Denola
- 1912 : Les Blouses blanches de Léonce Perret
- 1912 : Le Ménage de Rigadin de Georges Monca
- 1912 : La Jeunesse de Rigadin de Georges Monca
- 1912 : Main de fer de Léonce Perret
- 1912 : La Course aux millions de Louis Feuillade
- 1912 : La Loi de la guerre d'Henri Fescourt
- 1913 : La Voix qui accuse d'Henri Fescourt (deux épisodes)
- 1913 : S'affranchir de Louis Feuillade (trois parties)
- 1913 : Les Fiancés de l'air de Léonce Perret
- 1913 : La Nièce d’Amérique de Gérard Bourgeois
- 1914 : Le Roman d'un mousse de Léonce Perret
- 1914 : Le Rachat du passé de Léonce Perret
- 1914 : Le Raid aérien de René Le Somptier
- 1915 : L'Énigme de la Riviera de Léonce Perret
- 1915 : Les Vampires de Louis Feuillade (10 épisodes)
- 1916 : L'X noir de Léonce Perret
- 1916 : Notre pauvre cœur de Louis Feuillade
- 1916 : Remember de Charles Burguet
- 1917 : Sept de pique de Jean-Joseph Renaud
- 1922 : L'Empereur des pauvres de René Leprince
- 1925 : Barocco de Charles Burguet
- 1926 : Pour régner d'André Luguet
- 1930 : Détresse de Jean Durand